# Just Dance 2023 Edition
Pour les articles homonymes, voir Just Dance.
Just Dance 2023 Edition est un jeu de rythme et de danse développé par Ubisoft Paris et édité par Ubisoft. Il a été dévoilé le 10 septembre 2022 lors de la présentation Ubisoft Forward de septembre 2022 en tant que quatorzième et dernier volet annuel de la série, tout le contenu futur étant ajouté au jeu via des mises à jour en ligne,. Il est sorti le 22 novembre 2022 sur Nintendo Switch, PlayStation 5 et Xbox Series. Il s'agit du troisième jeu de la série, après le titre initial et Just Dance 2021, à ne pas être annoncé à l'E3.

## Système de jeu
Comme pour les versions précédentes de la franchise, les joueurs doivent imiter la chorégraphie du danseur à l'écran sur une chanson choisie à l'aide de contrôleurs de mouvement (Nintendo Switch uniquement) ou de l'application pour smartphone associée au jeu.
L'interface utilisateur du jeu a reçu une refonte importante, qui vise à imiter celles vues sur les services de streaming, tels que Netflix, Hulu ou Disney+. Une nouvelle fonctionnalité multijoueur en ligne a été ajoutée, où jusqu'à six joueurs peuvent rejoindre un groupe privé. Les cartes des danseurs sont remaniées, avec des photos des entraîneurs au lieu d'avatars, et des autocollants sont ajoutés pour montrer comment les joueurs se sentent après chaque chanson.

## Liste des titres
Au 12 octobre 2022, les musiques suivantes sont confirmées dans Just Dance 2023 Edition,,⁣ :
| Chanson                              | Artiste(s)                             | Année       | Danseur(s) |
| ------------------------------------ | -------------------------------------- | ----------- | ---------- |
| Anything I Do                        | CLiQ featuring Ms Banks & Alika        | 2018        | ♀️♂️♀️     |
| As It Was                            | Harry Styles                           | 2022        | ♂️         |
| Boy With Luv                         | BTS ft. Halsey                         | 2019        | ♂️         |
| Bring Me to Life                     | Evanescence                            | 2003        | ♀️♂️       |
| Can't Stop the Feeling!              | Justin Timberlake                      | 2016        | ♀️♂️       |
| Danger! High Voltage                 | Electric Six                           | 2002        | ♂️♂️       |
| Drivers License                      | Olivia Rodrigo                         | 2021        | ♀️         |
| Dynamite                             | BTS                                    | 2020        | ♂️♂️♂️♂️   |
| I Knew You Were Trouble              | Taylor Swift                           | 2021        | ♀️         |
| If You Wanna Party                   | The Just Dancers                       | 2022        | ♀️         |
| Jamais Lâcher (France exclusivement) | Michou                                 | 2022        | ♂️         |
| Locked Out of Heaven                 | Bruno Mars                             | 2012        | ♂️         |
| Love Me Land                         | Zara Larsson                           | 2020        | ♀️         |
| More                                 | K/DA featuring Madison Beer & (G)I-dle | 2020        | ♀️♀️♀️♀️   |
| Numb                                 | Linkin Park                            | 2003        | ♀️         |
| Physical                             | Dua Lipa                               | 2020        | ♀️         |
| Psycho                               | Red Velvet                             | 2019        | ♀️♀️♀️     |
| Radioactive                          | Imagine Dragons                        | 2012        | ♂️♂️♂️     |
| Rather Be                            | Clean Bandit featuring Jess Glynne     | 2014        | ♀️         |
| Stay                                 | Justin Bieber featuring The Kid Laroi  | 2021        | ♂️         |
| Sweet but Psycho                     | Ava Max                                | 2018        | ♀️         |
| Telephone                            | Lady Gaga featuring Beyoncé            | 2010        | ♀️         |
| Toxic                                | Britney Spears                         | 2004        | ♀️         |
| Wannabe                              | Itzy                                   | 2020        | ♀️♀️♀️     |
| Witch                                | Apashe featuring Alina Pash            | 2021        | ♀️         |
| Woman                                | Doja Cat                               | 2021        | ♀️♀️♀️♀️   |
| Wouldn't It Be Nice                  | The Sunlight Shakers                   | 2022 (1966) | ♂️♂️       |